# Cheumatopsyche cheesmanae
Cheumatopsyche cheesmanae är en nattsländeart som först beskrevs av Douglas E. Kimmins 1962.  Cheumatopsyche cheesmanae ingår i släktet Cheumatopsyche och familjen ryssjenattsländor. Inga underarter finns listade i Catalogue of Life.